# Filmografia di Renato Casaro
Elenco dei film per i quali Renato Casaro ha curato la promozione realizzandone il manifesto e la locandina:
N.B. In questo elenco viene rispettato l'anno della prima uscita ufficiale del film, come da linea guida di Wikipedia. In alcuni casi le illustrazioni promozionali di Casaro hanno una datazione differente da quella della prima uscita ufficiale, questo perché sono state realizzate seguendo la distribuzione della pellicola relativa al paese in questione che, a volte, è avvenuta più tardi rispetto a quella ufficiale oppure è stata riproposta in successive riedizioni. Per questo motivo, in alcuni film dopo la regia, è specificato anche l'anno di uscita nelle sale di quel paese oppure viene specificato se si tratta di una riedizione successiva alla prima distribuzione.
Il primo manifesto ufficiale realizzato da Casaro è quello di Due occhi azzurri (Zwei blaue Augen) un film tedesco di Gustav Ucicky del 1955.

## Promozione italiana (parziale)
1931
- Luci della città (CityLights), regia di Charlie Chaplin - Riedizione

1933
- King Kong, regia di Merian C. Cooper, Ernest B. Schoedsack - Riedizione

1936
- La conquista del West (The Plainsman), regia di Cecil B. DeMille - Riedizione

1940
- Il grande dittatore (The Great Dictator), regia di Charlie Chaplin - Riedizione

1941
- Inferno nel deserto (Sundown), regia di Henry Hathaway - Riedizione

1942
- I dominatori (In Old California), regia di William C. McGann - Riedizione

1943
- Bataan, regia di Tay Garnett - Riedizione
- Per chi suona la campana (For Whom the Bell Tolls), regia di Sam Wood - Riedizione

1944
- I conquistatori dei sette mari (The Fighting Seeabees), regia di Edward Ludwig - Riedizione
- La frusta nera di Zorro (Zorro's Black Whip), regia di Spencer Gordon Bennet - Riedizione

1945
- Fiamme alla costa dei barbari (Flame of Barbary Coast)), regia di Joseph Kane - Riedizione

1946
- Duello al sole (Duel in the Sun), regia di King Vidor - Riedizione
- Maschere e pugnali (Cloak and Dagger), regia di Fritz Lang - Riedizione
- Sfida infernale (My Darling Clementine), regia di John Ford - Riedizione

1948
- I tre moschettieri (The Three Musketeers), regia di George Sidney - Riedizione
- Il fiume rosso (Red River), regia di Howard Hawks - Riedizione
- In nome di Dio (Three Godfathers), regia di John Ford - Riedizione
- Non si può continuare ad uccidere (The Man from Colorado), regia di Henry Levin - Riedizione
- Vento di terre selvagge (Blood on the Moon), regia di Robert Wise - Uscito in Italia nel 1961

1949
- Cielo di fuoco (Twelve O'Clock High), regia di Henry King - Riedizione
- Il figlio della jungla (Bomba, the jungle boy), regia di Ford Beebe - Riedizione
- I lancieri del deserto (Massacre River), regia di John Rawlins - Riedizione
- Sangue blu (Kind Hearts and Coronets), regia di Robert Hamer - Riedizione

1950
- Bagliori sulla giungla (The Lost Volcano), regia di Ford Beebe - Riedizione
- Capitan Cina (Captain China), regia di Lewis R. Foster - Riedizione
- Il passo del diavolo (film 1950)Il passo del diavolo (Devil's Doorway), regia di Anthony Mann - Riedizione
- Il sergente di legno (At War with the Army), regia di Hal Walker - Riedizione
- La carovana dei mormoni (Wagon Master), regia di John Ford - Riedizione
- Rocce rosse (Davy Crockett, Indian Scout), regia di Lew Landers - Uscito in Italia nel 1959
- Rio Bravo (Rio Grande), regia di John Ford - Riedizione
- Sterminio sul grande sentiero (The Iroquois Trail), regia di Phil Karlson - Riedizione

1951
- L'artiglio insanguinato (The Lion Hunters), regia di Ann Todd, Johnny Sheffield - Riedizione
- Un'estate d'amore (Sommarlek), regia di Ingmar Bergman - Uscito in Italia nel 1961
- Warpath - sentiero di guerra (Warpath), regia di Byron Haskin - Riedizione

1952
- Il mondo nelle mie braccia (The World in His Arms), regia di Raoul Walsh - Riedizione
- Là dove scende il fiume (Bend of the River), regia di Anthony Mann - Riedizione

1953
- Duello all'ultimo sangue (Gun Fury), regia di Raoul Walsh - Riedizione
- Gli sparvieri dello stretto (Sea Devils), regia di Raoul Walsh - Riedizione
- Le frontiere dei Sioux (The Nebraskan), regia di Fred F. Sears - Uscito in Italia nel 1961
- L'inferno di Yuma (Devil's Canyon), regia di Alfred L. Werker - Riedizione

1954
- Grisbì (Touchez pas au grisbi), regia di Jacques Becker
- Il pirata nero (The Black Pirates), regia di Allen H. Miner - Uscito in Italia nel 1959
- L'ultimo Apache (Apache), regia di Robert Aldrich
- L'urlo degli eroi (The Bridges at Toko-Ri) aka I ponti di Toko-Ri, regia di Mark Robson - Riedizione
- La collana della sfinge nera (Geständnis unter vier Augen), regia di André Michel - Riedizione
- La freccia nella polvere (Arrow In the Dust), regia di Lesley Selander - Riedizione
- La Venere di Ceylon (Elephant Walk) aka La pista degli elefanti, regia di William Dieterle - Riedizione
- Operazione mistero (Hell and High Water), regia di Samuel Fuller - Riedizione
- Uragano Kid (Alaska Seas) aka Nei mari dell'Alaska, regia di Jerry Hopper - Riedizione
- Riccardo Cuor di Leone (King Richard and the Crusaders), regia di David Butler - Riedizione

1955
- Alamo (The Last Command), regia di Frank Lloyd - Riedizione
- Canne infuocate (Shotgun), regia di Lesley Selander - Riedizione
- Criminali contro il mondo (Mad at the World), regia di Harry Essex - Riedizione
- Corte marziale (The Court-Martial of Billy Mitchell), regia di Otto Preminger - Riedizione
- Divisione Folgore, regia di Duilio Coletti - Uscito in Italia nel 1958
- Due occhi azzurri (Zwei blaue Augen), regia di Gustav Ucicky
- I quattro del getto tonante, regia di Fernando Cerchio
- I diabolici (Les Diaboliques), regia di Henri-Georges Clouzot - Riedizione
- I due capitani (The Far Horizons), regia di Rudolph Maté - Uscito in Italia nel 1963
- Il figliuol prodigo (The Prodigal), regia di Richard Thorpe - Riedizione
- La casa di bambù (The House of Bamboo), regia di Samuel Fuller - Riedizione
- La città del vizio (The Phenix City Story), regia di Phil Karlson - Uscito in Italia nel 1957
- La rapina del secolo (Six Bridges to Cross), regia di Joseph Pevney - Riedizione

1956
- Alessandro il Grande (Alexander the Great), regia di Robert Rossen - Riedizione
- Elena di Troia, regia di Robert Wise - Riedizione
- Johnny Concho, regia di Don McGuire - Riedizione
- La pistola non basta (Man from Del Rio), regia di Harry Horner - Riedizione
- Lassù qualcuno mi ama (Somebody Up There Likes Me), regia di Robert Wise - Riedizione
- Operazione Normandia (D-Day the Sixth of June), regia di Henry Koster - Riedizione
- Operazione lotus bleu aka L'ora scarlatta (The Scarlet Hour), regia di Michael Curtiz - Riedizione
- Rapina a mano armata (The Killing), regia di Stanley Kubrick - Riedizione

1957
- Club di gangsters (No Road Back), regia di Montgomery Tully - Riedizione
- Inno di battaglia (Battle Hymn), regia di Douglas Sirk - Riedizione
- La freccia e il leopardo (En djungelsaga), regia di Arne Sucksdorff - Uscito in Italia nel 1961
- Omicidio a pagamento (Comme un cheveu sur la soupe), regia di Maurice Régamey - Riedizione
- Orizzonti di gloria (Paths of Glory), regia di Stanley Kubrick - Riedizione
- Passaggio di notte (Night Passage), regia di James Neilson - Riedizione
- Spionaggio a Tokyo (Stopover Tokyo), regia di Richard L. Breen - Uscito in Italia nel 1965

1958
- Avventura in città, regia di Roberto Savarese
- Cenere sotto il sole (Kings Go Forth), regia di Delmer Daves - Riedizione
- Cord il bandito (Cattle Empire), regia di Charles Marquis Warren
- Desiderio sotto gli olmi (Desire Under the Elms), regia di Delbert Mann - Riedizione
- Il sangue del vampiro (Blood of the Vampire), regia di Henry Cass - Riedizione
- La legge del più furbo (Ni vu, ni connu), regia di Yves Robert
- L'uomo del Texas (Lone Texan), regia di Paul Landres - Riedizione
- Vacanze a Malaga (Taxi, Roulotte et Corrida) (1958), di André Hunebelle - Riedizione
- Z-6 chiama base (Hoppla, jetzt kommt Eddie), regia di Werner Klingler - Riedizione

1959
- Annibale, regia di Carlo Ludovico Bragaglia
- Assi alla ribalta, regia di Ferdinando Baldi
- F.B.I. contro Al Capone (The Scarface Mob), regia di Phil Karlson - Riedizione
- F.B.I. Sesso e violenza (Visa pour l'enfer), regia di Alfred Rode - Uscito in Italia nel 1963
- I tre del Texas (Stampede at Bitter Creek ), regia di Harry Keller
- Il dottor Zigano (Mon pote le gitan), regia di François Gir - Uscito in Italia nel 1968
- La belva scatenata (Le fauve est lâché), regia di Maurice Labro - Uscito in Italia nel 1960
- La rivincita di Zorro (Zorro, the Avenger), regia di Charles Barton - Uscito in Italia nel 1961
- Le legioni di Cleopatra, regia di Vittorio Cottafavi
- Ragazze per l'oriente (Das Nachtlokal zum Silbermond), regia di Wolfgang Glück - Uscito in Italia nel 1961
- Sergente d'ispezione, regia di Roberto Savarese
- Stalingrado (Hunde, wollt ihr ewig leben?), regia di Frank Wisbar
- I ribelli del Kansas (The Jayhawkers) aka Vamos gringo!, regia di Melvin Frank - Riedizione
- Tunisi top secret, regia di Bruno Paolinelli

1960
- La vendetta dei barbari, regia di Giuseppe Vari
- I magnifici sette (The Magnificent Seven), regia di John Sturges - Uscito in Italia nel 1961
- I vivi e i morti (The Fall of the House of Usher), regia di Roger Corman
- Il principe dei vichinghi (El principe encadenado) regia di Luis Lucia Ringarro - Uscito in Italia nel 1963
- L'occhio che uccide (Peeping Tom), regia di Michael Powell - Riedizione

1961
- Angeli con la pistola (Pocketful of Miracles), regia di Frank Capra - Riedizione
- Gordon, il pirata nero, regia di Mario Costa
- I due nemici (The Best of Enemies), regia di Guy Hamilton
- L'urlo dei Marines (Then There Were Three), regia di Alex Nicol
- Nefertite, regina del Nilo, regia di Fernando Cerchio
- Sua Eccellenza si fermò a mangiare, regia di Mario Mattoli

1962
- Arrivano i titani, regia di Duccio Tessari
- Dietro la facciata aka Parigi proibita (Derrière la façade), regia di Cecil B. DeMille
- Gli arcangeli, regia di Enzo Battaglia
- I racconti del terrore (Tales of Terror), regia di Roger Corman
- Io... 2 ville e 4 scocciatori (Nous irons à Deauville), regia di Francis Rigaud
- Il volto dell'assassino (Eheinstitut Aurora), regia di Wolfgang Schleif
- L'uomo di Alcatraz (Birdman of Alcatraz), regia di John Frankenheimer
- Maciste contro lo sceicco, regia di Domenico Paolella
- Una regina per Cesare, regia di Piero Pierotti, Viktor Tourjansky
- Zorro alla corte di Spagna, regia di Luigi Capuano

1963
- Argos contro le 7 maschere di cera (Santo en el museo de cera), regia di Alfonso Corona Blake e Manuel San Fernando - Uscito in Italia nel 1964
- Giulio Cesare, il conquistatore delle Gallie, regia di Amerigo Anton (Tanio Boccia)
- I 4 del Texas (4 for Texas), regia di Robert Aldrich - Riedizione
- I re del sole (Kings of the Sun), regia di J. Lee Thompson
- I tre implacabili (Tres hombres buenos), regia di Joaquín Luis Romero Marchent
- Il boia di Venezia, regia di Luigi Capuano
- Il laccio rosso (Das indische Tuch), regia di Alfred Vohrer
- Il segno del Coyote, regia di Mario Caiano
- La parmigiana, regia di Antonio Pietrangeli
- La vergine di cera (The Terror), regia di Roger Corman
- Lo strangolatore di Londra (Die weiße Spinne), regia di Harald Reinl
- L'invasione dei mostri verdi (The Day of the Triffids), regia di Steve Sekely

1964
- 5.000 dollari sull'asso (Los pistoleros de Arizona), regia di Alfonso Balcázar - Uscito in Italia nel 1965
- Due mafiosi nel Far West, regia di Giorgio Simonelli
- Golia e il cavaliere mascherato, regia di Piero Pierotti
- Gli schiavi più forti del mondo, regia di Michele Lupo
- I due mafiosi, regia di Giorgio Simonelli
- I giganti di Roma, regia di Antonio Margheriti
- Il colosso di Roma, regia di Giorgio Ferroni
- Il ponte dei sospiri regia di Piero Pierotti
- L'ultimo gladiatore, regia di Umberto Lenzi
- La tomba insanguinata (Die Gruft mit dem Rätselschloß), regia di Franz Josef Gottlieb
- Maciste gladiatore di Sparta, regia di Mario Caiano
- Per un pugno di dollari, regia di Sergio Leone - Riedizione
- Sandok, il Maciste della giungla, regia di Umberto Lenzi
- Un mostro e mezzo, regia di Steno

1965
- 002 Operazione Luna, regia di Lucio Fulci
- 100.000 dollari per Ringo, regia di Alberto De Martino
- Berlino 1945 la caduta dei giganti  (Epitafios gia ehthrous kai filous), regia di Jirí Sequens - Uscito in Italia nel 1967
- I 2 parà, regia di Lucio Fulci
- I due sergenti del generale Custer, regia di Giorgio Simonelli
- I Gringos non perdonano, regia di Alberto Cardone
- I misteri della giungla nera, regia di Luigi Capuano
- Il negozio al corso (Obchod na korze), regia di Ján Kadár e Elmar Klos - Uscito in Italia nel 1967
- Il principe della notte (Devils of Darkness) aka I diavoli delle tenebre, regia di Lance Comfort - Uscito in Italia nel 1966
- Ipcress (The Ipcress File), regia di Sidney J. Furie
- L'uomo dalla pistola d'oro, regia di Alfonso Balcázar
- L'uomo di Hong Kong (Les Tribulations d'un Chinois en Chine), regia di Philippe de Broca
- Minnesota Clay, regia di Sergio Corbucci
- Non son degno di te, regia di Ettore Maria Fizzarotti
- Operazione poker, regia di Osvaldo Civirani
- Racconti a 2 piazze (Le lit à deux places), regia di Jean Delannoy - Uscito in Italia nel 1966
- Rita, la figlia americana, regia di Piero Vivarelli
- Sfida sotto il sole (Nightmare in the Sun), regia di John Derek e Marc Lawrence
- Sinfonia per 2 spie (Serenade für zwei Spione), regia di Michael Pfleghar
- Superseven chiama Cairo, regia di Umberto Lenzi
- Uccidete Johnny Ringo, regia di Gianfranco Baldanello
- Un leone nel mio letto (Fluffy), regia di Earl Bellamy
- Viva Gringo (Das Vermächtnis des Inka), regia di Georg Marischka - Uscito in Italia nel 1966

1966
- 2 mafiosi contro Al Capone, regia di Giorgio Simonelli
- 3 notti violente, regia di Nick Nostro
- 3 colpi di Winchester per Ringo, regia di Emimmo Salvi
- Cheyenne il figlio del serpente (Die Söhne der großen Bärin), regia di Josef Mach - Uscito in Italia nel 1972
- Che notte ragazzi!, regia di Giorgio Capitani
- El Rojo, regia di Leopoldo Savona
- I due sanculotti, regia di Giorgio Simonelli
- I due figli di Ringo, regia di Giorgio Simonelli e Giuliano Carnimeo
- Il buono, il brutto, il cattivo, regia di Sergio Leone - Riedizione
- Il caso difficile del commissario Maigret (Maigret und sein größter Fall), regia di Alfred Weidenmann
- Il faraone (Faraon), regia di Jerzy Kawalerowicz
- Il gioco delle spie, regia di Paolo Bianchini
- Il gobbo di Parigi (Les aventures de Lagardère: le bossu), regia di Jean-Pierre Decourt - Uscito in Italia nel 1967
- Il grande colpo di Surcouf, regia di Sergio Bergonzelli e Roy Rowland - Uscito in Italia nel 1967
- Il ritorno di Diavolik (Ôgon batto), regia di Hajime Satô - Uscito in Italia nel 1968
- James Clint sfida Interpol, (Cartes sur table) aka Le carte scoperte, regia di Jesús Franco - Uscito in Italia nel 1967
- La Bibbia (The Bible: In the Beginning...), regia di John Huston
- La grande notte di Ringo, regia di Mario Mattei
- Le colt cantarono la morte e fu... tempo di massacro, regia di Lucio Fulci
- Le spie amano i fiori, regia di Umberto Lenzi
- Navajo Joe, regia di Sergio Corbucci
- Per pochi dollari ancora, regia di Giorgio Ferroni
- Pochi dollari per Django, regia di León Klimovsky
- Rose rosse per Angelica, regia di Steno
- Svegliati e uccidi, regia di Carlo Lizzani
- Un fiume di dollari, regia di Lee W. Beaver
- Una bara per Ringo, regia di Jose' Luis Madrid

1967
- 3 pistole contro Cesare, regia di Enzo Peri
- 15 forche per un assassino, regia di Nunzio Malasomma
- 28 minuti per 3 milioni di dollari, regia di Maurizio Pradeaux
- Anime nere (The Glory Stompers), regia di Anthony M. Lanza - Uscito in Italia nel 1968
- Camelot, regia di Joshua Logan
- Come rubare la corona d'Inghilterra aka Argoman superdiabolico, regia di Sergio Grieco
- Cuore matto... matto da legare, regia di Mario Amendola
- Dio non paga il sabato, regia di Tanio Boccia
- I barbieri di Sicilia, regia di Marcello Ciorciolini
- I giorni della violenza, regia di Alfonso Brescia
- I sovversivi, regia di Paolo e Vittorio Taviani
- Johnny Banco, regia di Yves Allégret
- L'incidente (Accident), regia di Joseph Losey
- L'uomo, l'orgoglio, la vendetta, regia di Luigi Bazzoni
- Non c'è scampo per chi tradisce (Los bandidos), regia di Alfredo Zacarías - Uscito in Italia nel 1971
- Protest (Znameni raka), regia di Juraj Herz - Uscito in Italia nel 1968
- Quel nostro grande amore regia di Tulio Demicheli
- Roseanna, regia di Hans Abramson - Uscito in Italia nel 1968
- Segretissimo, regia di Fernando Cerchio
- Sesso sotto la pelle (Bränt barn), regia di Hans Abramson - Uscito in Italia nel 1970
- Un colpo da re, regia di Angelo Dorigo
- Vado... l'ammazzo e torno, regia di Enzo G. Castellari

1968
- ...e venne il tempo di uccidere, regia di Enzo Dell'Aquila
- ...Se incontri Sartana prega per la tua morte, regia di Gianfranco Parolini
- Diabolik, regia di Mario Bava
- Giallo cobra (Der Hund von Blackwood Castle), regia di Alfred Vohrer
- Hallo Ward!...E furono vacanze di sangue, regia di Julio Salvador
- I due crociati, regia di Giuseppe Orlandini
- I nipoti di Zorro, regia di Marcello Ciorciolini
- I piaceri della tortura (Tokugawa onna keibatsu-shi), regia di Teruo Ishii - Uscito in Italia nel 1971
- I vigliacchi non pregano, regia di Mario Siciliano
- Il grande inquisitore (The Witchfinder General), regia di Michael Reeves
- Il gorilla di Soho (Der Gorilla von Soho), regia di Alfred Vohrer - Uscito in Italia nel 1969
- Il dolce corpo di Deborah, regia di Romolo Guerrieri
- Il principe azzurro (Tinerete fara batrînete), regia di Rolf Olsen - Uscito in Italia nel 1973
- Il teschio di Londra (Im Banne des Unheimlichen) aka La Vengeance du Scorpion d'or, regia di Alfred Vohrer - Uscito in Italia nel 1969
- Inchiesta pericolosa (The Detective), regia di Gordon Douglas - Riedizione
- L'invincibile Superman aka Il re dei criminali aka Superargo , regia di Paolo Bianchini
- L'ora della furia (Firecreek), regia di Vincent McEveety
- La ragazza della notte (Vivre la nuit), regia di Marcel Camus - Uscito in Italia nel 1969
- La notte dei morti viventi (Night of the Living Dead), regia di George A. Romero - Uscito in Italia nel 1970
- La notte dell'agguato (The Stalking Moon), regia di Robert Mulligan
- Lo sbarco di Anzio (Anzio), regia di Edward Dmytryk
- Mostro di sangue (The Blood Beast Terror), regia di Vernon Sewell
- Play Boy, anche noto come Non ti scordar di me e Sono bugiarda, regia di Enzo Battaglia
- Riusciranno i nostri eroi a ritrovare l'amico misteriosamente scomparso in Africa?, regia di Ettore Scola
- Sentenza di morte, regia di Mario Lanfranchi
- Straniero... fatti il segno della croce!, regia di Demofilo Fidani
- Stuntman, regia di Marcello Baldi
- Sull'asfalto la pelle scotta (In Frankfurt sind die Nächte heiß), regia di Rolf Olsen - Uscito in Italia nel 1969
- Tutto sul rosso, regia di Aldo Florio
- Uno di più all'inferno, regia di Giovanni Fago
- Uno straniero a Paso Bravo, regia di Salvatore Rosso

1969
- 5 per l'inferno, regia di Gianfranco Parolini
- 7 Spade di violenza, regia di Chiao Chuang - Uscito in Italia nel 1973
- 36 ore all'inferno, regia di Roberto Bianchi Montero
- Alla bella Serafina piaceva far l'amore sera e mattina (La Fiancée du pirate), regia di Nelly Kaplan
- Brucia ragazzo, brucia, regia di Fernando Di Leo
- De Sade, regia di Cy Endfield - Uscito in Italia nel 1970
- Dove vai tutta nuda?, regia di Pasquale Festa Campanile
- Ecco perché... Le mogli degli amanti di mia moglie sono mie amanti (All the Loving Couples), regia di Mack Bing
- I 2 deputati, regia di Giovanni Grimaldi
- Il buio (The Haunted House of Horror), regia di Michael Armstrong
- Il compromesso (The Arrangement), regia di Elia Kazan
- Il gatto selvaggio regia di Andrea Frezza
- Il prezzo del potere, regia di Tonino Valerii
- Il terribile ispettore, regia di Mario Amendola
- Il vuoto intorno aka L'assassino fantasma, regia di Xavier Setò
- Justine ovvero le disavventure della virtù (Marquis de Sade's Justine), regia di Jesús Franco
- L'urlo dei giganti (Hora cero: Operación Rommel), regia di León Klimowsky
- La casa delle demi-vierges (Donnerwetter! Donnerwetter! Bonifatius Kiesewetter), regia di Helmut Weiss - Uscito in Italia nel 1970
- La monaca di Monza, regia di Eriprando Visconti
- Le armate rosse contro il 3° reich (Daleko na zapade), regia di Aleksandr Faintsimmer - Uscito in Italia nel 1973
- La rossa maschera del terrore (The Oblong Box), regia di Gordon Hessler
- L'amore è come il sole, regia di Carlo Lombardi
- L'uomo dall'occhio di vetro (Der Mann mit dem Glasauge), regia di Alfred Vohrer
- Nell'anno del Signore, regia di Luigi Magni
- Nerosubianco , regia di Tinto Brass
- Pensiero d'amore, regia di Mario Amendola
- Sedia elettrica, regia di Demofilo Fidani
- Sette baschi rossi, regia di Mario Siciliano
- Sono Sartana, il vostro becchino, regia di Giuliano Carnimeo
- Terrore e terrore (Scream and Scream Again), regia di Gordon Hessler - Uscito in Italia nel 1971
- Un esercito di 5 uomini, regia di Italo Zingarelli
- Zingara, regia di Mariano Laurenti

1970
- 6 gendarmi in fuga (Le Gendarme en balade), di Jean Girault
- Ancora dollari per i MacGregor, regia di José Luis Merino
- Corbari, regia di Valentino Orsini
- Disperatamente l'estate scorsa, regia di Silvio Amadio
- Dove vai senza mutandine? (Mir hat es immer Spaß gemacht), regia di Will Tremper - Uscito in Italia nel 1974
- Fare l'amore è il mio vizio preferito (Female Animal), regia di Carlo Grinella - Uscito in Italia nel 1972
- Formula 1 - Nell'Inferno del Grand Prix, regia di Guido Malatesta
- Gli orrori del liceo femminile (La residencia), regia di N.I. Serrador
- I Leopardi di Churchill, regia di Maurizio Pradeaux
- I turbamenti di una principiante (L'initiation), regia di Denis Héroux - Uscito in Italia nel 1971
- Il passo dell'assassino (Revenge), regia di Sidney Hayers - Uscito in Italia nel 1972
- Il caso "Venere privata" (Cran d'arrêt), regia di Yves Boisset
- Il castello dalle porte di fuoco, regia di José Luis Moreno
- Io non scappo... fuggo, regia di Francesco Prosperi
- Incontro d'amore, regia di Ugo Liberatore
- Inginocchiati straniero... I cadaveri non fanno ombra!, regia di Demofilo Fidani
- La mazurka le svedesi la ballano a letto (Mazurka på sengekanten), regia di John Hilbard - Uscito in Italia nel 1972
- La lunga notte dei disertori, regia di Mario Siciliano
- La tortura delle vergini (Hexen bis aufs Blut gequält), regia di Michael Armstrong
- Le coppie, regia di Vittorio De Sica, Mario Monicelli e Alberto Sordi
- Le foto proibite di una signora per bene, regia di Luciano Ercoli
- Le Mans - Scorciatoia per l'inferno, regia di Osvaldo Civirani
- Le notti erotiche dell'uomo invisibile (La vie amoureuse de l'homme invisible), regia di Pierre Chevalier - Uscito in Italia nel 1972
- L'uomo venuto da Chicago (Un condé), regia di Yves Boisset
- Lo chiamavano Trinità..., regia di E.B. Clucher
- Non drammatizziamo... è solo questione di corna (Domicile conjugal), regia di François Truffaut
- Principe coronato cercasi per ricca ereditiera, regia di Giovanni Grimaldi
- Rosolino Paternò, soldato..., regia di Nanni Loy
- Together (Toomorrow), regia di Val Guest - Uscito in Italia nel 1979
- Un proiettile per Pretty Boy (A Bullet for Pretty Boy), regia di Larry Buchanan - Uscito in Italia nel 1971
- Vampiri amanti (The Vampire Lovers), regia di Roy Ward Baker - Uscito in Italia nel 1972
- Waterloo, regia di Sergej Bondarchuk

1971
- ...continuavano a chiamarlo Trinità, regia di E.B. Clucher
- E continuavano a fregarsi il milione di dollari (Bad Man's River), regia di Eugenio Martín
- Era Sam Wallash...lo chiamavano 'E così sia'!, regia di Demofilo Fidani
- Erika, regia di Peter Rush
- Family Life, regia di Ken Loach - Uscito in Italia nel 1974
- Fuori il malloppo (Popsy Pop), regia di Jean Herman
- Gli fumavano le Colt... lo chiamavano Camposanto, regia di Giuliano Carnimeo
- I diabolici convegni (Las amantes del diablo), regia di José María Elorrieta
- I due assi del guantone, regia di Mariano Laurenti
- Il clan dei due Borsalini, regia di Giuseppe Orlandini
- Il corsaro nero, regia di Lorenzo Gicca Palli
- Il sergente Klems, regia di Sergio Grieco
- Il sole nella pelle, regia di Giorgio Stegani
- Inchiesta su un delitto della polizia (Les Assassins de l'ordre), regia di Marcel Carné
- Io non spezzo... rompo, regia di Bruno Corbucci
- Ispettore Callaghan: il caso Scorpio è tuo! (Dirty Harry), regia di Donald Siegel
- Kill!, regia di Romain Gary
- L'abominevole dr. Phibes (The Abominable Dr. Phibes), regia di Robert Fuest
- L'iguana dalla lingua di fuoco, regia di Riccardo Freda
- La notte dei dannati, regia di Filippo Walter Ratti
- Le belve, regia di Giovanni Grimaldi
- Le due inglesi (Les deux Anglaises et le continent), regia di François Truffaut - Uscito in Italia nel 1972
- Posa l'osso Morales! Arriva Alleluja (Powderkeg), regia di Douglas Heyes - Uscito in Italia nel 1972
- Prega il morto e ammazza il vivo, regia di Giuseppe Vari
- Provaci ancora mamma (Bunny O'Hare), regia di Gerd Oswald - Uscito in Italia nel 1976
- Questo sporco mondo meraviglioso, regia di Mino Loy, Luigi Scattini
- Una città chiamata bastarda (A Town Called Bastard), regia di Robert Parrish
- Verena la contessa nuda (Die Nackte Gräfin), regia di Kurt Nachmann
- Violentata davanti al marito (Chain Gang Women), regia di Lee Frost - Uscito in Italia nel 1972

1972
- ...e si salvò solo l'Aretino Pietro, con una mano davanti e l'altra dietro..., regia di Silvio Amadio
- ...più forte ragazzi!, regia di Giuseppe Colizzi
- 1972: Dracula colpisce ancora! (Dracula A.D. 1972), regia di Alan Gibson
- Al tropico del cancro, regia di Giampaolo Lomi ed Edoardo Mulargia
- All'ombra delle piramidi (Antony and Cleopatra), regia di Charlton Heston
- Alla ricerca del piacere, di Silvio Amadio
- America 1929 - Sterminateli senza pietà (Boxcar Bertha), regia di Martin Scorsese - Uscito in Italia nel 1973
- Che c'entriamo noi con la rivoluzione?, regia di Sergio Corbucci
- Conoscenze carnali di Christa ragazza danese (Christa), regia di Jack O'Connell
- Continuavano a chiamarli... er più e er meno, regia di Giuseppe Orlandini
- Corvo rosso non avrai il mio scalpo! (Jeremiah Johnson), regia di Sydney Pollack
- Decameron proibitissimo (Boccaccio mio statte zitto), regia di Marino Girolami
- L'isola del tesoro (Treasure Island), regia di John Hough - Uscito in Italia nel 1973
- I bandoleros della dodicesima ora, regia di Alfonso Balcázar
- Il cadavere di Helen non mi dava pace aka (Una tomba aperta... una bara vuota), regia di Alfonso Balcázar
- Il clan dei marsigliesi (La scoumoune), regia di José Giovanni
- Il West ti va stretto, amico... è arrivato Alleluja, regia di Giuliano Carnimeo
- Il coltello di ghiaccio, regia di Umberto Lenzi
- L'Amerikano (Etat de siège), regia di Costa-Gavras
- L'ultimo buscadero (Junior Bonner), regia di Sam Peckinpah
- La morte scende leggera, regia di Leopoldo Savona
- Le 14 amazzoni (Shi si nu ying hao), regia di Cheng Kang
- Le tombe dei resuscitati ciechi (La noche del terror ciego), regia di Amando de Ossorio - Uscito in Italia nel 1973
- Lo scopone scientifico, regia di Luigi Comencini
- Metti lo diavolo tuo ne lo mio inferno, regia di Bitto Albertini
- Milano calibro 9, di Fernando Di Leo
- Sfida alla morte (Xue dou), regia di Tin Chi Ng - Uscito in Italia nel 1973
- Solaris (Солярис), regia di Andrej Tarkovskij - Uscito in Italia nel 1974
- Un corpo da possedere (Hellé), regia di Roger Vadim - Uscito in Italia nel 1973
- Un mondo maledetto fatto di bambole (ZPG), regia di Michael Campus
- Una ragione per vivere e una per morire, regia di Tonino Valerii
- Welcome bastardi! (The Proud and Damned), regia di Ferde Grofé Jr.

1973
- Anche gli angeli mangiano fagioli, regia di E.B. Clucher
- Azione esecutiva (Executive Action), regia di David Miller
- Campa carogna... la taglia cresce, regia di Giuseppe Rosati
- Harlem detectives (Come Back, Charleston Blue), regia di Mark Warren
- Il mio nome è Nessuno, regia di Tonino Valerii
- Il cinese dal braccio di ferro (Xiao ba wang), regia di Joseph Velasco - Uscito in Italia nel 1974
- Il serpente (Le serpent), regia di Henri Verneuil
- L'assassino di pietra (The Stone Killer), regia di Michael Winner
- La rossa ombra di Riata (The Deadly Trackers), regia di Barry Shear - Uscito in Italia nel 1974
- Niente di grave, suo marito è incinto (L'événement le plus important depuis que l'homme a marché sur la lune), regia di Jacques Demy
- Polvere di stelle, regia di Alberto Sordi
- Quel maledetto colpo al Rio Grande Express (The Train Robbers), regia di Burt Kennedy
- Sono stato io!, regia di Alberto Lattuada
- Storia di karatè, pugni e fagioli, regia di Tonino Ricci
- Trevico-Torino - Viaggio nel Fiat-Nam, regia di Ettore Scola
- Ultimo tango a Zagarol, regia di Nando Cicero

1974
- ... altrimenti ci arrabbiamo!, regia di Marcello Fondato
- A forza di sberle, regia di Bruno Corbucci
- Arrivano Joe e Margherito, regia di Giuseppe Colizzi
- Crazy Joe, regia di Carlo Lizzani
- Finché c'è guerra c'è speranza, regia di Alberto Sordi
- Il bestione, regia di Sergio Corbucci
- Il bianco, il giallo, il nero, regia di Sergio Corbucci
- Il cittadino si ribella, regia di Enzo G. Castellari
- La segretaria (Cebo para una adolescente), regia di Francisco Lara Polop - Uscito in Italia nel 1975
- Le guerriere dal seno nudo, regia di Terence Young
- La pazienza ha un limite... noi no!, regia di Franco Ciferri
- La poliziotta, regia di Steno
- L'orologiaio di Saint-Paul (L'horloger de Saint-Paul), regia di Bertrand Tavernier
- Monty Python e il Sacro Graal (Monty Python and the Holy Grail), regia di Terry Gilliam e Terry Jones - Uscito in Italia nel 1975
- Per amare Ofelia, regia di Flavio Mogherini
- Porgi l'altra guancia, regia di Franco Rossi
- Salvo D'Acquisto, regia di Romolo Guerrieri
- Zanna Bianca alla riscossa, regia di Tonino Ricci

1975
- 005 Matti: da Hong Kong con furore (Bons baisers de Hong Kong), regia di Yvan Chiffre - Uscito in Italia nel 1976
- A mezzanotte va la ronda del piacere, regia di Marcello Fondato
- Amici miei, regia di Mario Monicelli
- Colpita da improvviso benessere di Franco Giraldi
- Colpo in canna, regia di Fernando Di Leo
- Dalle nevi d'Africa ai grattacieli di New York (Lollipop) (Forever Young, Forever Free), regia di Ashley Lazarus - Uscito in Italia nel 1976
- Di che segno sei?, regia di Sergio Corbucci
- Due cuori, una cappella, regia di Maurizio Lucidi
- Gatti rossi in un labirinto di vetro, regia di Umberto Lenzi
- Gente di rispetto, regia di Luigi Zampa
- Il dragone vola alto (The man from Hong), regia di Brian Trenchard-Smith
- Il padrone e l'operaio, regia di Steno
- Il sergente Rompiglioni diventa... caporale, regia di Mariano Laurenti
- La liceale, regia di Michele Massimo Tarantini
- La pupa del gangster, regia di Giorgio Capitani
- L'anatra all'arancia, regia di Luciano Salce
- Monty Python (Monty Python and the Holy Grail), regia di Terry Jones, Terry Gilliam - Uscito in Italia nel 1976
- Paolo Barca, maestro elementare, praticamente nudista, regia di Flavio Mogherini
- Perversione (La encadenada), regia di Manuel Mur Oti
- Prima ti suono e poi ti sparo (Der Kleine Schwarze mit dem roten Hut), regia di Franz Antel
- Un genio, due compari, un pollo, regia di Damiano Damiani

1976
- Come una rosa al naso, regia di Franco Rossi
- Due sul pianerottolo, regia di Mario Amendola
- Futureworld - 2000 anni nel futuro (Futureworld), regia di Richard T. Heffron
- Il comune senso del pudore, regia di Alberto Sordi
- Il corsaro nero, regia di Sergio Sollima
- Marcia trionfale, regia di Marco Bellocchio
- Oh, Serafina!, regia di Alberto Lattuada
- Remo e Romolo - Storia di due figli di una lupa, regia di Castellacci e Pingitore
- Todo modo, regia di Elio Petri

1977
- Charleston, regia di Marcello Fondato
- I due superpiedi quasi piatti, regia di E.B. Clucher
- Il gatto, regia di Luigi Comencini
- Il mostro regia di Luigi Zampa
- Il prefetto di ferro, regia di Pasquale Squitieri
- L'altra metà del cielo, regia di Franco Rossi
- La banda del trucido, regia di Stelvio Massi
- La tigre è ancora viva: Sandokan alla riscossa!, regia di Sergio Sollima
- Mogliamante, regia di Marco Vicario
- Spogliamoci così, senza pudor..., regia di Sergio Martino
- Un borghese piccolo piccolo, regia di Mario Monicelli
- Un taxi color malva (Un Taxi mauve), regia di Yves Boisset

1978
- Chi vive in quella casa? (The Comeback), regia di Pete Walker - Uscito in Italia nel 1980
- La mazzetta, regia di Sergio Corbucci
- Lo chiamavano Bulldozer, regia di Michele Lupo
- Melodrammore, regia di Maurizio Costanzo
- Pari e dispari, regia di Sergio Corbucci
- Uppercut (Matilda), regia di Daniel Mann

1979
- Fantasmi (Phantasm), regia di Don Coscarelli
- Il campo di cipolle (The Onion Field), regia di Harold Becker - Uscito in Italia nel 1980
- Il corpo della ragassa, regia di Pasquale Festa Campanile
- Io sto con gli ippopotami, regia di Italo Zingarelli
- L'isola degli uomini pesce, regia di Sergio Martino
- Oltre il giardino (Being There), regia di Hal Ashby
- Quadrophenia, regia di Franc Roddam
- Sabato, domenica e venerdì, regia di Sergio Martino
- Spetters, regia di Paul Verhoeven
- Uno sceriffo extraterrestre... poco extra e molto terrestre, regia di Michele Lupo
- Una strana coppia di suoceri (The In-Laws), regia di Arthur Hiller

1980
- Bianco, rosso e Verdone, regia di Carlo Verdone
- Branco selvaggio (Cattle Annie and Little Britches), regia di Lamont Johnson
- Chissà perché... capitano tutte a me, regia di Michele Lupo
- Flash Gordon, regia di Mike Hodges
- Fort Bronx (Night of the Juggler), regia di Robert Butler - Uscito in Italia nel 1981
- Il cappotto di Astrakan regia di Marco Vicario
- Il bisbetico domato, regia di Castellano e Pipolo
- L'avvertimento, regia di Damiano Damiani
- L'ultimo cacciatore, regia di Antonio Margheriti
- Poliziotto superpiù, regia di Sergio Corbucci
- Qua la mano, regia di Pasquale Festa Campanile
- SuperTotò, regia di Brando Giordani ed Emilio Ravel
- Un sacco bello', regia di Carlo Verdone

1981
- 1997: Fuga da New York (Escape from New York), regia di John Carpenter
- Asso, regia di Castellano e Pipolo
- Blow Out, regia di Brian De Palma
- Bolero (Les Uns et les autres), regia di Claude Lelouch
- Bollenti spiriti, regia di Giorgio Capitani
- Bronx 41º distretto di polizia (Fort Apache the Bronx), regia di Daniel Petrie
- Chi trova un amico, trova un tesoro, regia di Sergio Corbucci
- Delitto al ristorante cinese, regia di Sergio Corbucci
- Il grande ruggito (Roar), regia di Noel Marshall
- Il tango della gelosia, regia di Steno
- Il postino suona sempre due volte (The Postman Always Rings Twice), regia di Bob Rafelson
- Innamorato pazzo, regia di Castellano e Pipolo
- Joss il professionista (Le professionnel), regia di Georges Lautner
- Lili Marleen, regia di Rainer Werner Fassbinder
- Nudo di donna, regia di Nino Manfredi

1982
- Attila flagello di Dio, regia di Castellano e Pipolo
- Amici miei - Atto IIº, regia di Mario Monicelli
- Banana Joe, regia di Steno
- Bello mio, bellezza mia, regia di Sergio Corbucci
- Bingo Bongo, regia di Pasquale Festa Campanile
- Bomber, regia di Michele Lupo
- Britannia Hospital, regia di Lindsay Anderson
- Creepshow, regia di George A. Romero
- Conan il barbaro (Conan the Barbarian), regia di John Milius
- Delitto sull'autostrada, regia di Bruno Corbucci
- Dio li fa poi li accoppia regia di Steno
- Grand Hotel Excelsior, regia di Castellano e Pipolo
- Io so che tu sai che io so, regia di Alberto Sordi
- La casa di Mary (Superstition), regia di James W. Roberson
- La casa stregata, regia di Bruno Corbucci
- La ragazza di Trieste, regia di Pasquale Festa Campanile
- La spada e la magia (Sorceress), regia di Jack Hill - Uscito in Italia nel 1984
- Morte in Vaticano, regia di Marcello Aliprandi
- Rambo (First Blood), regia di Ted Kotcheff
- Scusa se è poco, regia di Marco Vicario
- Sogni mostruosamente proibiti, regia di Neri Parenti
- Tenebre, regia di Dario Argento
- Testa o croce, regia di Nanni Loy
- Un sogno lungo un giorno (One from the Heart), regia di Francis Ford Coppola

1983
- 2019 - Dopo la caduta di New York, regia di Sergio Martino
- Acqua e sapone, regia di Carlo Verdone
- Bad Boys, regia di Rick Rosenthal
- Bonnie e Clyde all'italiana, regia di Steno
- Cane e gatto, regia di Bruno Corbucci
- Endgame - Bronx lotta finale, regia di Joe D'Amato
- Furyo (Merry Christmas Mr. Lawrence), regia di Nagisa Ōshima
- I ragazzi della 56ª strada (The Outsiders), regia di Francis Ford Coppola
- I predatori di Atlantide, regia di Ruggero Deodato
- Nati con la camicia, regia di E.B. Clucher
- Agente 007 - Octopussy - Operazione piovra (Octopussy), regia di John Glen - In collaborazione con l'illustratore statunitense Dan Goozee
- Osterman Weekend (The Osterman Weekend), regia di Sam Peckinpah - Uscito in Italia nel 1984
- Professione: poliziotto (Le marginal), regia di Jacques Deray
- Qua la mano picchiatello (Cracking Up), regia di Jerry Lewis
- Rusty il selvaggio (Rumble Fish), regia di Francis Ford Coppola
- Sapore di mare, regia di Carlo Vanzina
- Segni particolari: bellissimo, regia di Castellano e Pipolo
- Sing Sing, regia di Sergio Corbucci
- Sotto tiro (Under Fire), regia di Roger Spottiswoode - Uscito in Italia nel 1984
- State buoni se potete regia di Luigi Magni
- Storia di Piera, regia di Marco Ferreri
- Vacanze di Natale, regia di Carlo Vanzina
- Vigilante, regia di William Lustig

1984
- Amadeus, regia di Miloš Forman - Uscito in Italia nel 1985
- Amarsi un po'..., regia di Carlo Vanzina
- Bertoldo, Bertoldino e Cacasenno, regia di Mario Monicelli
- Blastfighter, regia di Lamberto Bava
- C'era una volta in America (Once upon a time in America), regia di Sergio Leone
- Delitto in Formula Uno, regia di Bruno Corbucci
- Delitto al Blue Gay, regia di Bruno Corbucci
- Dune, regia di David Lynch
- Il futuro è donna, regia di Marco Ferreri
- La storia infinita (Die Unendliche Geschichte), regia di Wolfgang Petersen
- Mi manda Picone, regia di Nanni Loy
- Non c'è due senza quattro, regia di E.B. Clucher
- Non ci resta che piangere, regia di Roberto Benigni e Massimo Troisi
- Orwell 1984 (Nineteen Eighty-Four), regia di Michael Radford
- Vacanze in America, regia di Carlo Vanzina

1985
- Dr. Creator, specialista in miracoli (Creator), regia di Ivan Passer
- Joan Lui - Ma un giorno nel paese arrivo io di lunedì, regia di Adriano Celentano
- L'amore e il sangue (Flesh and Blood), regia di Paul Verhoeven
- La foresta di smeraldo (The Emerald Forest), regia di John Boorman
- Lui è peggio di me, regia di Enrico Oldoini
- Matrimonio con vizietto (Il vizietto III), regia di Georges Lautner
- Miami Supercops - I poliziotti dell'8ª strada, Bruno Corbucci
- Rambo 2 - La vendetta (Rambo: First Blood Part II), regia di George P. Cosmatos

1986
- Absolute Beginners, regia di Julien Temple
- Chi è sepolto in quella casa? (House), regia di Steve Miner
- Grandi magazzini, regia di Castellano e Pipolo
- Il burbero, regia di Castellano e Pipolo
- Il nome della rosa, regia di Jean-Jacques Annaud
- Il replicante (The Wraith), regia di Mike Marvin - Uscito in Italia nel 1988
- Momo, regia di Johannes Schaaf
- Scuola di ladri, regia di Neri Parenti
- Shanghai Surprise, regia di Jim Goddard
- Vendetta dal futuro, regia di Sergio Martino

1987
- Angel Heart - Ascensore per l'inferno (Angel Heart), di Alan Parker
- Bagdad Café (Out of Rosenheim), regia di Percy Adlon - Uscito in Italia nel 1988
- Bambola meccanica mod. Cherry 2000 (Cherry 2000), regia di Michael Almereyda
- Cronaca di una morte annunciata, regia di Francesco Rosi
- D'Annunzio, regia di Sergio Nasca
- I delitti del rosario (The Rosary Murders), regia di Fred Walton - Uscito in Italia nel 1988
- Il siciliano (The Sicilian), regia di Michael Cimino
- Io e mia sorella, regia di Carlo Verdone
- La casa di Helen (House II: The Second Story), regia di Ethan Wiley
- La storia fantastica (The Princess Bride), regia di Rob Reiner
- L'ultimo imperatore (The Last Emperor), regia di Bernardo Bertolucci
- Noi uomini duri, regia di Maurizio Ponzi
- Non aprite quel cancello (The Gate), regia di Tibor Takács
- Opera, regia di Dario Argento
- Poliziotto in affitto (Rent-a-Cop), regia di Jerry London - Uscito in Italia nel 1988
- Renegade - Un osso troppo duro, regia di E.B. Clucher
- Rimini Rimini, regia di Sergio Corbucci
- Scuola di ladri - Parte seconda, regia di Neri Parenti
- Ternosecco, regia di Giancarlo Giannini
- Una preghiera per morire (A Prayer for the Dying), di Mike Hodges

1988
- Codice privato, regia di Citto Maselli
- Compagni di scuola, regia di Carlo Verdone
- Gli irriducibili (Miles from Home), regia di Gary Sinise
- High Spirits - Fantasmi da legare (High Spirits), regia di Neil Jordan - Uscito in Italia nel 1989
- Homeboy, di Michael Seresin - Uscito in Italia nel 1989
- Il frullo del passero, regia di Gianfranco Mingozzi
- Il volpone, regia di Maurizio Ponzi
- Le avventure del Barone di Munchausen (The Adventures of Baron Munchausen), regia di Terry Gilliam - Uscito in Italia nel 1989
- Le porte girevoli (Les Portes tournantes), regia di Francis Mankiewicz - Uscito in Italia nel 1989
- Mamba, regia di Mario Orfini
- Maniac Cop - Poliziotto sadico (Maniac Cop), regia di William Lustig - Uscito in Italia nel 1992
- Miss Arizona, regia di Pál Sándor
- Rage, furia primitiva, regia di Vittorio Rambaldi
- Rambo III, regia di Peter MacDonald
- Young Guns - Giovani pistole (Young Guns), regia di Christopher Cain - Uscito in Italia nel 1989

1989
- American Risciò, regia di Sergio Martino
- Erik il vichingo (Erik the Viking), regia di Terry Jones - Uscito in Italia nel 1990
- Gente del Nord (Winter People), regia di Ted Kotcheff
- Indio, regia di Antonio Margheriti
- La leggenda del santo bevitore, regia di Ermanno Olmi
- Leviathan, regia di George Pan Cosmatos
- Music Box - Prova d'accusa (Music Box), regia di Costa-Gavras
- Nightmare Beach - La spiaggia del terrore (Nightmare Beach), regia di Umberto Lenzi
- Non aprite quel cancello 2 (The Gate II), regia di Tibor Takács - Uscito in Italia nel 1990
- Sorvegliato speciale (Lock Up), regia di John Flynn

1990
- Air America, regia di Roger Spottiswoode
- Arma non convenzionale (I Come in Peace), regia di Craig R. Baxley
- Atto di forza (Total Recall), regia di Paul Verhoeven
- Balla coi lupi (Dances with Wolves), regia di Kevin Costner
- Dimenticare Palermo, regia di Francesco Rosi
- Fuoco, neve e dinamite (Feuer, Eis & Dynamit), regia di Willy Bogner - Uscito in Italia nel 1991
- Il grande inganno (The Two Jakes), regia di Jack Nicholson - Uscito in Italia nel 1991
- Il segreto, regia di Francesco Maselli
- Il tè nel deserto (The Sheltering Sky), regia di Bernardo Bertolucci
- King of New York, regia di Abel Ferrara - Uscito in Italia nel 1991
- La storia infinita 2 (The Neverending Story II: The Next Chapter), regia di George Trumbull Miller
- Maniac Cop - Il poliziotto maniaco (Maniac Cop), regia di William Lustig - Uscito in Italia nel 1991
- Misery non deve morire (Misery), regia di Rob Reiner - Uscito in Italia nel 1991
- Nikita, regia di Luc Besson
- Ore disperate (Desperate Hours), di Michael Cimino
- Panama Sugar, regia di Marcello Avallone
- Tre colonne in cronaca, regia di Carlo Vanzina
- Viaggio d'amore, regia di Ottavio Fabbri

1991
- Cin Cin, regia di Gene Saks
- Il muro di gomma, regia di Marco Risi
- Marcellino pane e vino, regia di Luigi Comencini - Uscito in Italia nel 1992
- Orchidea selvaggia 2 (Wild Orchid II: Two Shades of Blue), regia di Zalman King
- Oscar - Un fidanzato per due figlie (Oscar), regia di John Landis
- Terminator 2 - Il giorno del giudizio (Terminator 2: Judgement Day), regia di James Cameron

1992
- Amore all'ultimo morso (Innocent Blood), regia di John Landis
- Avventure di un uomo invisibile (Memoirs of an Invisible Man), regia di John Carpenter
- La gatta e la volpe (Man Trouble), regia di Bob Rafelson

1993
- Cliffhanger - L'ultima sfida (Cliffhanger), regia di Renny Harlin

1994
- Botte di Natale, regia di Terence Hill
- La morte e la fanciulla (Death and the Maiden), di Roman Polański
- Mowgli - Il libro della giungla (The Jungle Book), regia di Stephen Sommers

1995
- L'uomo delle stelle, regia di Giuseppe Tornatore

1996
- Celluloide, regia di Carlo Lizzani

2023
- Una commedia pericolosa, regia di Alessandro Pondi

## Promozione fuori dall'Italia (parziale)

### Argentina
1968
- Straniero... fatti il segno della croce!, regia di Demofilo Fidani

1972
- Decameron proibitissimo (Boccaccio mio statte zitto), regia di Marino Girolami

1981
- 1997: Fuga da New York (Escape from New York), regia di John Carpenter

1985
- Matrimonio con vizietto (Il vizietto III), regia di Georges Lautner

1992
- Amore all'ultimo morso (Innocent Blood), regia di John Landis

### Belgio
1985
- Rambo 2 - La vendetta (Rambo: First Blood Part II), regia di George P. Cosmatos

1992
- Renegade - Un osso troppo duro, regia di E.B. Clucher

### Danimarca
1988
- Scarlatti - Il thriller (Lady in White), regia di Frank LaLoggia

### Francia
1930
- L'angelo azzurro (Der Blaue Engel), regia di Josef von Sternberg - Riedizione

1973
- Il mio nome è Nessuno, regia di Tonino Valerii

1979
- L'isola degli uomini pesce, regia di Sergio Martino

1982
- Rambo (First Blood), regia di Ted Kotcheff

1983
- Bonnie e Clyde all'italiana, regia di Steno
- Professione: poliziotto (Le marginal), regia di Jacques Deray

1984
- L'oro dei legionari (Les morfalous), regia di Henri Verneuil
- Oltre il confine (On the Line), regia di José Luis Borau

1985
- L'amore e il sangue (Flesh and Blood), regia di Paul Verhoeven
- Rambo 2 - La vendetta (Rambo: First Blood Part II), regia di George P. Cosmatos

1986
- Vendetta dal futuro, regia di Sergio Martino

1987
- Bambola meccanica mod. Cherry 2000 (Cherry 2000), regia di Michael Almereyda
- Cronaca di una morte annunciata, regia di Francesco Rosi

1988
- Rambo III, regia di Peter MacDonald

1990
- American Risciò, regia di Sergio Martino

1991
- Lucky Luke, regia di Terence Hill

### Giappone
1982
- Conan il barbaro (Conan the Barbarian), regia di John Milius

### Germania
1965
- Per qualche dollaro in più, regia di Sergio Leone - Riedizione

1966
- Il papavero è anche un fiore (Poppies Are Also Flowers), regia di Terence Young - Riedizione

1977
- Ecco noi per esempio..., regia di Sergio Corbucci

1981
- Nessuno è perfetto, regia di Pasquale Festa Campanile - Uscito in Germania nel 1983

1982
- She, regia di Avi Nesher - Uscito in Germania nel 1984

1983
- Mai dire mai (Never Say Never Again), regia di Irvin Kershner

1984
- C'era una volta in America (Once upon a time in America), regia di Sergio Leone
- Conan il distruttore (Conan the Destroyer), regia di Richard Fleischer
- Cotton Club (The Cotton Club), regia di Francis Ford Coppola
- Didi - Der Doppelgänger, regia di Reinhard Schwabenitzky
- Il Bounty (The Bounty), regia di Roger Donaldson
- La storia infinita (Die Unendliche Geschichte), regia di Wolfgang Petersen
- Quel giorno a Rio (Blame it on Rio), regia di Stanley Donen - Uscito in Germania nel 1985
- Supergirl - La ragazza d'acciaio (Supergirl), regia di Jeannot Szwarc

1985
- Alba selvaggia (Savage Dawn), regia di Simon Nuchtern
- Il mio nemico (Enemy Mine), regia di Wolfgang Petersen
- Il ritorno degli Ewoks (Ewoks: The Battle for Endor), diretto da Jim e Ken Wheat
- L'amore e il sangue (Flesh and Blood), regia di Paul Verhoeven
- La foresta di smeraldo (The Emerald Forest), regia di John Boorman

1986
- Bitte lasst die Blumen leben, regia di Duccio Tessari
- Dakota Harris (Sky Pirates), regia di Colin Eggleston
- Killing Cars, regia di Michael Verhoeven
- Il giorno della luna nera (Black Moon Rising), regia di Harley Cokeliss
- Jake Speed, regia di Andrew Lane
- Malone - un killer all'inferno (Malone), regia di Harley Cokeliss
- Mission (The Mission), regia di Roland Joffé
- Momo, regia di Johannes Schaaf

1987
- Bagdad Café (Out of Rosenheim), regia di Percy Adlon - Uscito in Germania nel 1988
- Bambola meccanica mod. Cherry 2000 (Cherry 2000), regia di Michael Almereyda
- Fuga senza scampo (No Safe Haven), regia di Ronnie Rondell Jr.
- I dominatori dell'universo (Masters of the Universe), regia di Gary Goddard
- Il siciliano (The Sicilian), regia di Michael Cimino
- L'implacabile (The Running Man), regia di Paul Michael Glaser
- Mi arrendo... e i soldi? (Surrender), regia di Jerry Belson
- Over the Top, regia di Menahem Golan
- Ragazzi perduti (The Lost Boys), regia di Joel Schumacher
- Renegade - Un osso troppo duro, regia di E.B. Clucher
- Salto nel buio (Innerspace), regia di Joe Dante
- Storia di fantasmi cinesi (Sinnui yauman), regia di Siu-Tung Ching

1988
- Amsterdamned, regia di Dick Maas
- Bat*21, regia di Peter Markle
- Gli irriducibili (Miles from Home), regia di Gary Sinise
- High Spirits - Fantasmi da legare (High Spirits), regia di Neil Jordan
- Il piccolo diavolo, regia di Roberto Benigni
- Il triangolo della paura (Der Commander), regia di Antonio Margheriti
- Le avventure del Barone di Munchausen (The Adventures of Baron Munchausen), regia di Terry Gilliam
- Napoli-Berlino, un taxi nella notte (Helsinki Napoli All Night Long), regia di Mika Kaurismäki
- Rambo III, regia di Peter MacDonald
- Scarlatti - Il thriller (Lady in White), regia di Frank LaLoggia

1989
- Addio al re (Farewell to the King), regia di John Milius
- African Timber, regia di John Milius
- American Risciò, regia di Sergio Martino - Uscito in Germania nel 1990
- Erik il vichingo (Erik the Viking), regia di Terry Jones
- Faccia di rame (Renegades), regia di Jack Sholder
- Francesco, di Liliana Cavani
- Gente del Nord (Winter People), regia di Ted Kotcheff
- Sola... in quella casa (I, madman), regia di Tibor Takács

1990
- Balla coi lupi (Dances with Wolves), regia di Kevin Costner
- Bei mir liegen Sie richtig, regia di Ulrich Stark
- Fuoco, neve e dinamite (Feuer, Eis & Dynamit), regia di Willy Bogner
- La storia infinita 2 (The Neverending Story II: The Next Chapter), regia di George Trumbull Miller
- L'ambulanza (The Ambulance), regia di Larry Cohen
- Misery non deve morire (Misery), regia di Rob Reiner - Uscito in Germania nel 1991
- Neuner, regia di Werner Masten
- Nikita, regia di Luc Besson
- Pronti a tutto (Downtown), regia di Richard Benjamin
- Sorvegliato speciale (Lock Up), regia di John Flynn

1991
- Chopin amore mio (Impromptu), regia di James Lapine
- Grido di pietra (Cerro Torre: Schrei aus Stein), regia di Werner Herzog
- Il regno d'inverno (Der Eisbärkönig), regia di Ola Solum
- Zandalee, regia di Sam Pillsbury

1992
- Finché dura siamo a galla (Captain Ron), regia di Thom Eberhardt - Uscito in Germania nel 1993

1993
- Super Mario Bros., regia di Annabel Jankel e Rocky Morton

1994
- Anno 1345: l'impossibile crociata (High Crusade – Frikassee im Weltraum), regia di Klaus Knoesel e Holger Neuhäuser
- Botte di Natale, regia di Terence Hill

1998
- Serial Lover, regia di James Huth

1999
- Asterix & Obelix contro Cesare (Astérix et Obélix contre César), regia di Claude Zidi

### Gran Bretagna
1979
- Quadrophenia, regia di Franc Roddam

1985
- L'amore e il sangue (Flesh and Blood), regia di Paul Verhoeven

1987
- Non aprite quel cancello (The Gate), regia di Tibor Takács

### Jugoslavia
1931
- Luci della città (City Lights), regia di Charlie Chaplin - Riedizione

1985
- L'amore e il sangue (Flesh and Blood), regia di Paul Verhoeven
- La foresta di smeraldo (The Emerald Forest), regia di John Boorman

### Spagna
1987
- L'ultimo imperatore (The Last Emperor), regia di Bernardo Bertolucci

1988
- High Spirits - Fantasmi da legare (High Spirits), regia di Neil Jordan

1992
- Amore all'ultimo morso (Innocent Blood), regia di John Landis

### Stati Uniti / Internazionali
1966
- La Bibbia (The Bible: In the Beginning...), regia di John Huston

1972
- ...più forte ragazzi!, regia di Giuseppe Colizzi

1973
- Il mio nome è Nessuno, regia di Tonino Valerii

1977
- I due superpiedi quasi piatti, regia di E.B. Clucher

1980
- Poliziotto superpiù, regia di Sergio Corbucci

1981
- Chi trova un amico, trova un tesoro, regia di Sergio Corbucci
- Il postino suona sempre due volte (The Postman Always Rings Twice), regia di Bob Rafelson

1982
- Conan il barbaro (Conan the Barbarian), regia di John Milius

1983
- Nati con la camicia, regia di E.B. Clucher

1984
- Dune, regia di David Lynch
- La storia infinita (Die Unendliche Geschichte), regia di Wolfgang Petersen

1985
- L'amore e il sangue (Flesh and Blood), regia di Paul Verhoeven
- Rambo 2 - La vendetta (Rambo: First Blood Part II), regia di George P. Cosmatos
- Yado (Red Sonja), regia di Richard Fleischer

1986
- Vendetta dal futuro, regia di Sergio Martino

1987
- Bambola meccanica mod. Cherry 2000 (Cherry 2000), regia di Michael Almereyda
- Fantasmi ad Hollywood (Hollywood Monster) aka Ghost Chase, regia di Roland Emmerich
- Over the Top, regia di Menahem Golan

1988
- Le avventure del Barone di Munchausen (The Adventures of Baron Munchausen), regia di Terry Gilliam

1989
- Faccia di rame (Renegades), regia di Jack Sholder
- Gente del Nord (Winter People), regia di Ted Kotcheff

1990
- Fuoco, neve e dinamite (Feuer, Eis & Dynamit), regia di Willy Bogner - Uscito negli Stati Uniti nel 1991
- La storia infinita 2 (The Neverending Story II: The Next Chapter), regia di George Trumbull Miller

1992
- Amore all'ultimo morso (Innocent Blood), regia di John Landis
- Avventure di un uomo invisibile (Memoirs of an Invisible Man), regia di John Carpenter
- L'armata delle tenebre (The Evil Dead 3: Army of Darkness), regia di Sam Raimi

1993
- Cliffhanger - L'ultima sfida (Cliffhanger), regia di Renny Harlin